# Nevrorthus apatelios
Nevrorthus apatelios är en insektsart som beskrevs av H. Aspöck et al. 1977. Nevrorthus apatelios ingår i släktet Nevrorthus och familjen Nevrorthidae. Inga underarter finns listade i Catalogue of Life.